# Chionaema alexi
Chionaema alexi là một loài bướm đêm thuộc phân họ Arctiinae, họ Erebidae.